# Călătoria oamenilor Cărții
Călătoria oamenilor Cărții (în poloneză Podróż ludzi księgi) este un roman de ficțiune istorică și de ficțiune religioasă al scriitoarei poloneze Olga Tokarczuk. Roman de debut, a apărut în 1993 la editura  Przedświt din Varșovia și i-a adus scriitoarei premiul Societății poloneze a editorilor de carte.

## Intriga
Conținutul din Călătoria oamenilor Cărții este foarte simplu: un grup de oameni luminați încep o călătorie al cărei scop este să găsească Cartea, un volum care conține esența înțelepciunii pământești și care are darul vindecării. Această călătorie, uneori chiar aventuroasă, le poate schimba nu numai soarta, ci și istoria întregii omeniri. În Pirinei, locul spre care se îndreaptă eroii, într-un defileu montan greu accesibil, în zidurile unei mici mănăstiri, se află Cartea care a fost ascunsă de secole. Este o parabolă a creației și a scrierii și a relației dintre acestea. Romanul, scris în tinerețea scriitoarei, este o adevărată mină de motive pe care Olga Tokarczuk le-a dezvoltat în lucrările sale ulterioare, câștigând recunoaștere internațională și admirație din partea cititorilor în același timp.
Numărul de capitole al cărții este o referință a numărului de cărți de tarot (78). Inițial, scriitoarea a planificat ca fiecare capitol să fie o ilustrare a unei cărți specifice, dar în cele din urmă a abandonat această idee care se aplică integral doar unui singur capitol.

## Traduceri
A fost tradusă în limba română de Constantin Geambașu și a apărut la Editura Polirom (în colecția Top 10+) în 2018 (ISBN 978-973-46-7577-7). Pe coperta ediției din 2018 este o reproducere a tabloului Sfântul Gheorghe luptându-se cu balaurul din cca. 1456 de Paolo Uccello. A fost republicată în 2020.